# Seidenstraßen-Fonds
Der Seidenstraßen-Fonds (chinesisch 丝路基金, Pinyin Sílu jíjin) ist ein chinesischer, staatlicher Investmentfonds zur Entwicklung und Finanzierung von Infrastrukturprojekten, die im Rahmen der Initiative „Neue Seidenstraße“ (OBOR, „One Belt, One Road“) realisiert werden sollen.
Der Fonds wurde am 29. Dezember 2014 mit einem Startkapital von 10 Milliarden US-Dollar offiziell in Peking eröffnet. Bereits im Mai 2017 wurde er um weitere 14,5 Milliarden Dollar aufgestockt, um den gewachsenen Finanzierungsbedarf zu decken.
Seitdem wurde in Nord-Pakistan in das Karot-Wasserkraft-Projekt an der 4. Kaskade am Jhelam investiert. Diese Region liegt im „China-Pakistan-Wirtschafts-Korridor“ (China-Pakistan Economic Corridor), dessen Förderung ein Teil der OBOR-Initiative ist.